# 神戸清雄
神戸 清雄（かんべ すがお、1961年8月2日 - ）は、静岡県出身のサッカー選手、サッカー指導者。

## 来歴
選手時代は本田技研サッカー部（現・Honda FC）でプレー。引退後は本田技研サッカースクールコーチを経て、1991年から2001年までジェフユナイテッド市原（現・ジェフユナイテッド市原・千葉）で各年代コーチを歴任。2000年と2001年には監督代行も経験した。
2002年からは日本サッカー協会強化スタッフとしてフィリピン、グアムに派遣されて代表監督を務める。
2005年からは名古屋グランパスエイトでユース年代の指導にあたり、2008年からはトップチームのコーチに就任し、シーズン終了後退団。
2009年、日本サッカー協会から北マリアナ諸島へサッカー代表監督として派遣される。
2010年1月1日、J2に降格したジェフ千葉のテクニカルダイレクターに就任。翌2011年、前半戦は首位にも立っていたチームが夏場以降に失速すると、10月21日に監督のドワイト・ローデヴェーヘスが解任されたのを受けて後任となり、初めて「監督」として指揮を執ることになった。しかし、ドワイト体制末期からの得点力不足を解消させることが出来ず（神部が指揮を執ったリーグ戦8試合で4得点）、20チーム中6位に食い下がったもののチームをJ1に導くことはできなかった。
2012年より千葉のテクニカルダイレクターに復帰。

### タイでの指導
2013年、タイに渡り、当時ディビジョン1のナコーンラーチャシーマー・マツダFCの監督に就任。滝雅美に続いてタイ・リーグ2人目の日本人監督となる。翌2014年シーズンにリーグ優勝を果たしてタイ・プレミアリーグ昇格を決める。2016年にナコーンラーチャシーマー監督を退任してからはチエンマイFC、ウボンUMTユナイテッド、ノーンブワ・ピッチャヤFC、コーンケン・ユナイテッドFCで指揮を執った。コーンケン・ユナイテッドでは2020-21シーズンのタイ・リーグ2で昇格争いに絡んでいたがシーズン終盤に未勝利が続き解任された。
2021-22シーズンはラヨーンFCの監督を務める。

## 所属クラブ
- 静岡高校
- 早稲田大学
- 1984年 - 1990年 本田技研工業[5][6][7][8][9][10][11]

## 個人成績
| 国内大会個人成績 | 国内大会個人成績 | 国内大会個人成績 | 国内大会個人成績 | 国内大会個人成績 | 国内大会個人成績 | 国内大会個人成績 | 国内大会個人成績 | 国内大会個人成績 | 国内大会個人成績 | 国内大会個人成績 | 国内大会個人成績 |
| 年度             | クラブ           | 背番号           | リーグ           | リーグ戦         | リーグ戦         | リーグ杯         | リーグ杯         | オープン杯       | オープン杯       | 期間通算         | 期間通算         |
| 年度             | クラブ           | 背番号           | リーグ           | 出場             | 得点             | 出場             | 得点             | 出場             | 得点             | 出場             | 得点             |
| 日本             | 日本             | 日本             | 日本             | リーグ戦         | リーグ戦         | JSL杯            | JSL杯            | 天皇杯           | 天皇杯           | 期間通算         | 期間通算         |
| ---------------- | ---------------- | ---------------- | ---------------- | ---------------- | ---------------- | ---------------- | ---------------- | ---------------- | ---------------- | ---------------- | ---------------- |
| 1984             | 本田             | 15               | JSL1部           | 6                | 1                | 3                | 1                |                  |                  |                  |                  |
| 1985             | 本田             | 15               | JSL1部           | 9                | 0                |                  |                  |                  |                  |                  |                  |
| 1986-87          | 本田             | 15               | JSL1部           | 17               | 1                |                  |                  |                  |                  |                  |                  |
| 1987-88          | 本田             | 15               | JSL1部           | 12               | 0                |                  |                  |                  |                  |                  |                  |
| 1988-89          | 本田             | 15               | JSL1部           | 16               | 0                | 1                | 0                |                  |                  |                  |                  |
| 1989-90          | 本田             | 15               | JSL1部           | 0                | 0                | 0                | 0                |                  |                  |                  |                  |
| 通算             | 日本             | 日本             | JSL1部           | 60               | 2                |                  |                  |                  |                  |                  |                  |
| 総通算           | 総通算           | 総通算           | 総通算           | 60               | 2                |                  |                  |                  |                  |                  |                  |

### 1989 FIFAフットサル世界選手権
神戸は1989年に フットサル日本代表としてオランダの1989 FIFAフットサル世界選手権にMFとして出場した。

## 指導歴
- 1990年 - 1991年:  本田技研 サッカースクールコーチ
- 1991年 - 2001年:  ジェフユナイテッド市原[1]
  - 1991年 - 1994年: 育成部コーチ
  - 1994年 - 1996年: コーチ
  - 1997年 - 1998年: 強化部兼監督
  - 1998年 - 2001年: コーチ
    - 2000年2月: 監督代行
    - 2001年12月: 監督代行
- 2002年 - 2003年:  フィリピン代表 監督
- 2003年 - 2004年:  グアム代表 監督
- 2005年 - 2008年:  名古屋グランパスエイト/名古屋グランパス
  - 2005年: U-18 監督
  - 2006年 - 2007年: ユースアカデミー総監督
  - 2008年: トップチームコーチ
- 2009年:  北マリアナ諸島代表 監督
- 2011年10月 - 12月:  ジェフユナイテッド市原 監督[1]
- 2013年 - 2016年:  ナコーンラーチャシーマー・マツダFC 監督[13]
- 2016年 - 2017年:  チエンマイFC 監督[14]
- 2018年 :  ウボンUMTユナイテッド（英語版） 監督
- 2019年 :  ノーンブワ・ピッチャヤFC 監督[3]
- 2020年 - 2021年 :  コーンケン・ユナイテッドFC 監督
- 2021年 :  ラヨーンFC 監督
- 2023年 - 2024年 :  スコータイFC 監督

## 監督成績
| 年度 | 所属 | クラブ | リーグ戦 | リーグ戦 | リーグ戦 | リーグ戦 | リーグ戦 | リーグ戦 | カップ戦   | カップ戦 |
| 年度 | 所属 | クラブ | 順位     | 試合     | 勝点     | 勝       | 分       | 敗       | ナビスコ杯 | 天皇杯   |
| ---- | ---- | ------ | -------- | -------- | -------- | -------- | -------- | -------- | ---------- | -------- |
| 2000 | J1   | 市原   | -        | 2        |          | 1        | 0        | 1        | -          | -        |
| 2001 | J1   | 市原   | -        | -        | -        | -        | -        | -        | -          | 準々決勝 |
| 2011 | J2   | 千葉   | 6位      | 8        | 8        | 2        | 2        | 4        | -          | 4回戦    |

- 2000年はコーチとして指揮[1]。
- 2001年は天皇杯のみ指揮。
- 2011年はJ2-第32節（31試合目）から指揮。順位は最終順位[1]。